# Едісон Уртадо
Едісон Уртадо Лерма (ісп. Édison Hurtado Lerma; нар. 25 липня 1972, Тумако, департамент Нариньйо) — колумбійський борець вільного стилю, триразовий срібний та п'ятиразовий бронзовий призер Панамериканських чемпіонатів, дворазовий срібний призер Панамериканських ігор, срібний призер чемпіонатів Південної Америки, дворазовий срібний та бронзовий призер Південноамериканських ігор, чемпіон, срібний та дворазовий бронзовий призер Центральноамериканських і Карибських ігор, дворазовий чемпіон, дворазовий срібний та бронзовий призер Боліваріанських ігор, срібний призер Тихоокеанських ігор, учасник Олімпійських ігор.

## Життєпис
Боротьбою почав займатися з 1992 року.
Виступав за борцівський клуб «Геркулес» Калі. Тренер — Ісідро Канедо.

## Спортивні результати на міжнародних змаганнях

### Виступи на Олімпіадах
| Змагання                    | Збірна   | Вагова категорія          | Місце |
| --------------------------- | -------- | ------------------------- | ----- |
| Літні Олімпійські ігри 2000 | Колумбія | вільна боротьба, до 69 кг | 14    |

### Виступи на Чемпіонатах світу
| Змагання                        | Збірна   | Вагова категорія          | Місце |
| ------------------------------- | -------- | ------------------------- | ----- |
| Чемпіонат світу з боротьби 1997 | Колумбія | вільна боротьба, до 63 кг | 24    |
| Чемпіонат світу з боротьби 1998 | Колумбія | вільна боротьба, до 63 кг | 11    |
| Чемпіонат світу з боротьби 2003 | Колумбія | вільна боротьба, до 66 кг | 32    |

### Виступи на Панамериканських чемпіонатах
| Змагання                                   | Збірна   | Вагова категорія          | Місце  |
| ------------------------------------------ | -------- | ------------------------- | ------ |
| Панамериканський чемпіонат з боротьби 1997 | Колумбія | вільна боротьба, до 63 кг | Бронза |
| Панамериканський чемпіонат з боротьби 1998 | Колумбія | вільна боротьба, до 69 кг | Бронза |
| Панамериканський чемпіонат з боротьби 2000 | Колумбія | вільна боротьба, до 69 кг | 4      |
| Панамериканський чемпіонат з боротьби 2001 | Колумбія | вільна боротьба, до 69 кг | Срібло |
| Панамериканський чемпіонат з боротьби 2002 | Колумбія | вільна боротьба, до 66 кг | Срібло |
| Панамериканський чемпіонат з боротьби 2005 | Колумбія | вільна боротьба, до 66 кг | Срібло |
| Панамериканський чемпіонат з боротьби 2006 | Колумбія | вільна боротьба, до 66 кг | 8      |
| Панамериканський чемпіонат з боротьби 2007 | Колумбія | вільна боротьба, до 66 кг | 7      |
| Панамериканський чемпіонат з боротьби 2008 | Колумбія | вільна боротьба, до 66 кг | 5      |
| Панамериканський чемпіонат з боротьби 2009 | Колумбія | вільна боротьба, до 66 кг | Бронза |
| Панамериканський чемпіонат з боротьби 2011 | Колумбія | вільна боротьба, до 66 кг | 5      |
| Панамериканський чемпіонат з боротьби 2013 | Колумбія | вільна боротьба, до 74 кг | Бронза |
| Панамериканський чемпіонат з боротьби 2014 | Колумбія | вільна боротьба, до 74 кг | Бронза |
| Панамериканський чемпіонат з боротьби 2015 | Колумбія | вільна боротьба, до 74 кг | 10     |

### Виступи на Панамериканських іграх
| Змагання                  | Збірна   | Вагова категорія          | Місце  |
| ------------------------- | -------- | ------------------------- | ------ |
| Панамериканські ігри 1999 | Колумбія | вільна боротьба, до 63 кг | 4      |
| Панамериканські ігри 2003 | Колумбія | вільна боротьба, до 66 кг | Срібло |
| Панамериканські ігри 2007 | Колумбія | вільна боротьба, до 66 кг | Срібло |
| Панамериканські ігри 2011 | Колумбія | вільна боротьба, до 66 кг | 5      |

### Виступи на Чемпіонатах Південної Америки
| Змагання                                    | Збірна   | Вагова категорія          | Місце  |
| ------------------------------------------- | -------- | ------------------------- | ------ |
| Чемпіонат Південної Америки з боротьби 2013 | Колумбія | вільна боротьба, до 74 кг | Срібло |

### Виступи на Південноамериканських іграх
| Змагання                       | Збірна   | Вагова категорія          | Місце  |
| ------------------------------ | -------- | ------------------------- | ------ |
| Південноамериканські ігри 1998 | Колумбія | вільна боротьба, до 69 кг | Бронза |
| Південноамериканські ігри 2006 | Колумбія | вільна боротьба, до 66 кг | Срібло |
| Південноамериканські ігри 2014 | Колумбія | вільна боротьба, до 74 кг | Срібло |

### Виступи на Центральноамериканських і Карибських іграх
| Змагання                                                | Збірна   | Вагова категорія          | Місце  |
| ------------------------------------------------------- | -------- | ------------------------- | ------ |
| Центральноамериканські і Карибські ігри 2002            | Колумбія | вільна боротьба, до 66 кг | Золото |
| Центральноамериканські і Карибські ігри 2006            | Колумбія | вільна боротьба, до 66 кг | Бронза |
| Центральноамериканські і Карибські ігри 2010 (Маягуес)  | Колумбія | вільна боротьба, до 66 кг | Срібло |
| Центральноамериканські і Карибські ігри 2014 (Сан-Хуан) | Колумбія | вільна боротьба, до 74 кг | 5      |
| Центральноамериканські і Карибські ігри 2014 (Веракрус) | Колумбія | вільна боротьба, до 74 кг | Бронза |

### Виступи на Боліваріанських іграх
| Змагання                 | Збірна   | Вагова категорія          | Місце  |
| ------------------------ | -------- | ------------------------- | ------ |
| Боліваріанські ігри 1997 | Колумбія | вільна боротьба, до 63 кг | Срібло |
| Боліваріанські ігри 2001 | Колумбія | вільна боротьба, до 69 кг | Золото |
| Боліваріанські ігри 2005 | Колумбія | вільна боротьба, до 66 кг | Срібло |
| Боліваріанські ігри 2009 | Колумбія | вільна боротьба, до 66 кг | Золото |
| Боліваріанські ігри 2013 | Колумбія | вільна боротьба, до 74 кг | Бронза |

### Виступи на Тихоокеанських іграх
| Змагання                | Збірна   | Вагова категорія          | Місце  |
| ----------------------- | -------- | ------------------------- | ------ |
| Тихоокеанські ігри 1995 | Колумбія | вільна боротьба, до 62 кг | Срібло |

### Виступи на інших змаганнях
| Змагання                                                               | Збірна   | Вагова категорія          | Місце  |
| ---------------------------------------------------------------------- | -------- | ------------------------- | ------ |
| Панамериканський Олімпійський кваліфікаційний турнір з боротьби 1996   | Колумбія | вільна боротьба, до 62 кг | 5      |
| Олімпійський кваліфікаційний турнір з боротьби 2004 (Братислава)       | Колумбія | вільна боротьба, до 74 кг | 23     |
| Олімпійський кваліфікаційний турнір з боротьби 2004 (Софія)            | Колумбія | вільна боротьба, до 66 кг | 13     |
| Олімпійський кваліфікаційний турнір з боротьби 2012 (Кіссіммі-Орландо) | Колумбія | вільна боротьба, до 66 кг | Бронза |